# Жабурник звичайний
{{#ifeq:0|0|{{#if:|{{#if:Hydrocharismorsus-ranae|[[]}}|}}}}
Жабурник звичайний (Hydrocharis morsus-ranae) — рослина родини жабурникові — Hydrocharidaceae.

## Будова
Невелика, заввишки до 10-15 см, рослина. Листки з довгими ніжками, зібрані в розетку, плавають на поверхні води. За формою листки округлі, до 4 см у діаметрі, цілокраї, з серцеподібною основою. Жабурник — дводомна рослина. Квітки білі, досягають майже 2 см у діаметрі. Чоловічі й жіночі квітки утворюються на різних рослинах. Чоловічі квітки зазвичай зібрані в суцвіття по три, жіночі квітки поодинокі.

## Життєвий цикл
Восени на кінцях пагонів утворюються зимові бруньки, які опускаються на дно водойми, де й перебувають до весни. Навесні з них розвиваються нові рослини.

## Поширення та середовище існування
Широко розповсюджена рослина. Зустрічається в більшості типів водойм. Росте біля самого берега чи серед заростей ряски.